# Simon Vestdijk

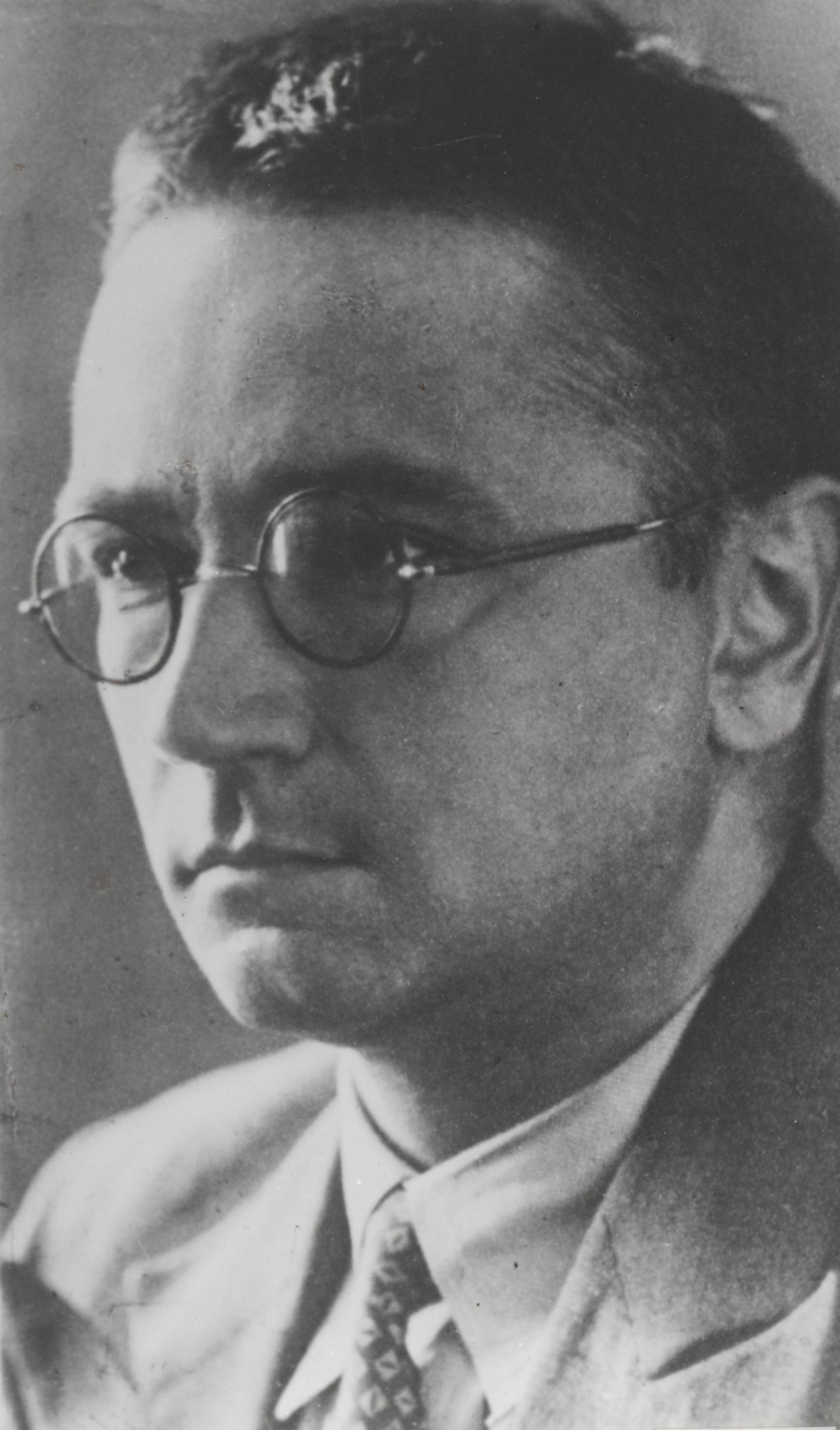
Simon Vestdijk (um 1940)

Simon Vestdijk (* 17. Oktober 1898 in Harlingen; † 23. März 1971 in Utrecht) war ein niederländischer Schriftsteller.

## Leben

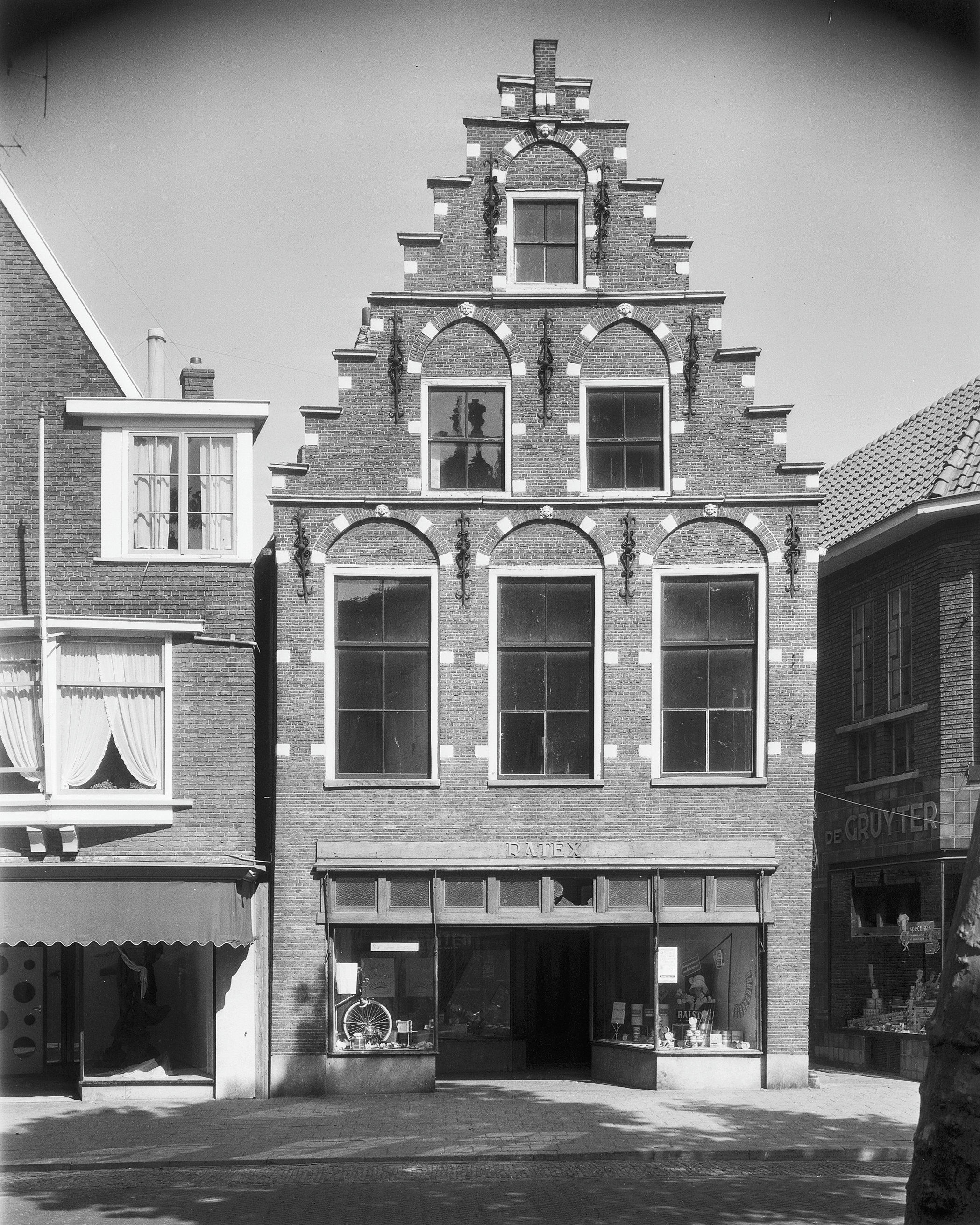
Vestdijks Geburtshaus in Harlingen

Von 1917 bis 1927 studierte er Medizin, war darauf bis 1932 Arzt, davon einige Zeit an Bord eines Schiffes. Vestdijk schrieb anfangs (1920er Jahre) unter dem Pseudonym Petit Moune. Ab 1932 lebte er von der Literatur. 
Während der deutschen Besatzung wurde er zusammen mit anderen niederländischen Intellektuellen geraume Zeit als Geisel festgehalten (im Scheveninger „Oranje Hotel“, und in Sint-Michielsgestel), u. a. weil sie sich nicht der Kulturkammer anschließen wollten. Nach dem Krieg zog er sich zurück nach Doorn (Provinz Utrecht). 
Vestdijk kämpfte seit seiner Jugend, und bis zum Lebensende, mit schweren Depressionen. 

## Rezeption
Vestdijk wurde vor allem berühmt durch die 52 Romane, die er verfasste. Einige davon sind Autobiografien, die daran zu erkennen sind, dass die Hauptfigur Anton Wachter heißt und aus „Lahringen“ kommt (ein Anagramm von Harlingen in Friesland, wo Vestdijk seine Jugend verbrachte). Einige andere sind zum Teil autobiografisch, u. a. Der kupferne Garten (De koperen tuin, 1950). In diesem Werk tritt das Thema der Vertreibung aus dem Paradies auf. Weitere bekannte Romane sind u. a.: Pastorale 1943 (1948); Das fünfte Siegel (Het vijfde zegel, 1937), über den spanischen Maler El Greco; Die Feueranbeter (De vuuraanbidders, 1947) über Religionsstreitigkeiten im 17. Jahrhundert; Der Kellner und die Lebenden (De kelner en de levenden, 1949), mit dem Letzten Urteil als Thema. Vestdijks Stil war barock, mit vielen Unterbrechungen und Gedankensprüngen. Mehrere seiner Romane wurden verfilmt und ins Deutsche übersetzt.

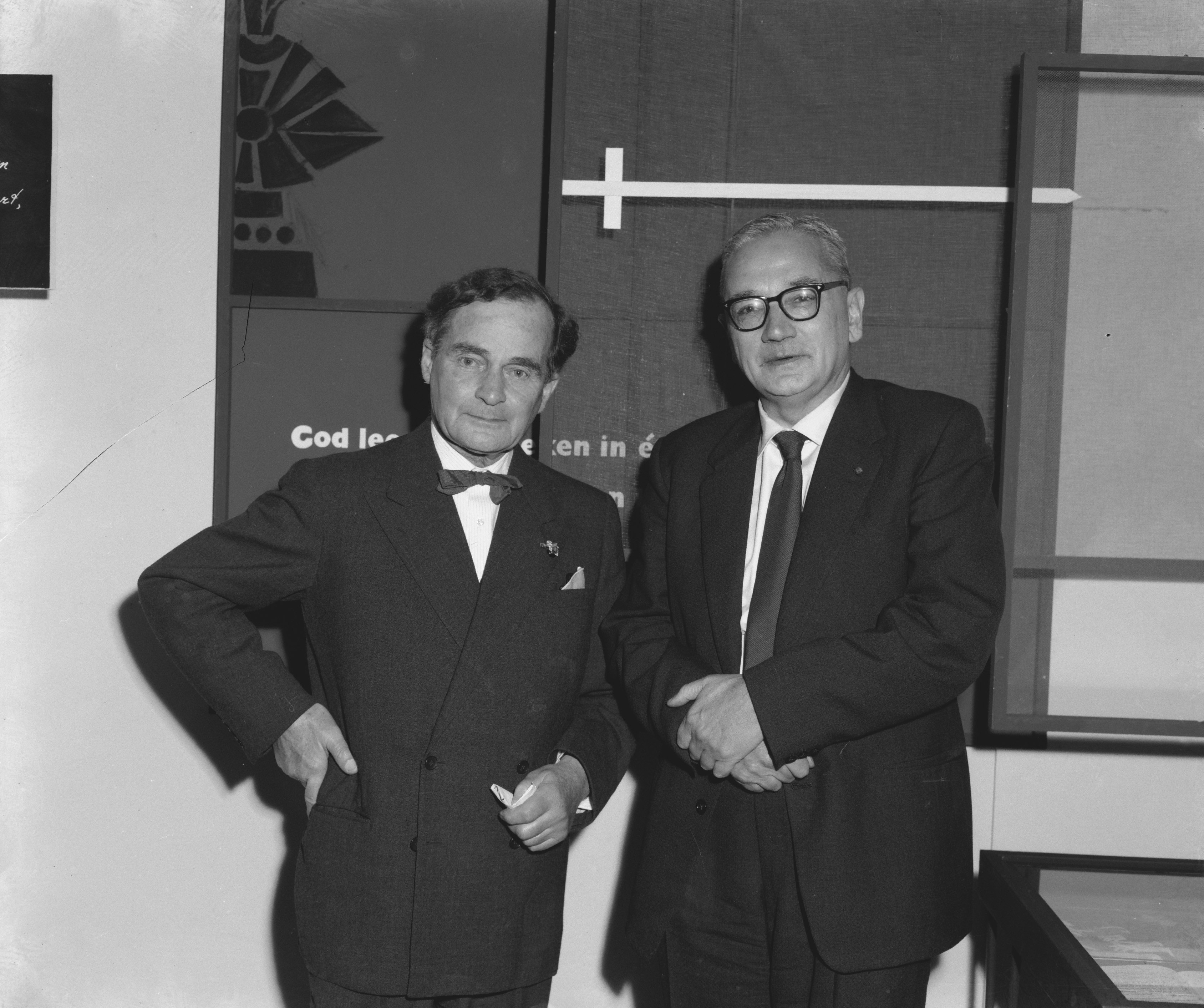
Simon Vestdijk und Adriaan Roland Holst (links) in Rotterdam 1958

Vestdijk war ein sehr produktiver Literat. Sein Kollege Menno ter Braak (1902–1940) nannte ihn 1940 einen „Teufelskünstler“, der Dichter Adriaan Roland Holst ein "Mann der schneller schreibt als Gott lesen kann". Er schrieb viele Gedichte, die vielen Kennern nach zu Unrecht unterbewertet worden sind. In seiner Poesie treten Themen wie Angst, Jugend, Tod, Liebe und Verehrung immer wieder hervor. Außerdem schrieb er Essays und war Literaturkritiker und Musikkritiker (u. a. die Sammlung: Die Zukunft der Religion, De toekomst der religie). Auch diese Werke werden als zum Teil sehr bedeutend und hochklassig betrachtet.
Vestdijk hat spätere Autoren wie Brakman, Haasse, 't Hart, Meijsing und Buwalda beeinflusst. Selbst wurde er geprägt von James Joyce (1882–1941), Franz Kafka (1883–1924), Marcel Proust (1871–1922) und Rainer Maria Rilke (1875–1926).
Die Zeitschrift Vestdijkkroniek, 1973 ff., wird mit jährlich zwei Ausgaben (2016: Nummer 127/128) vom Vestdijkkring („Vestdijk-Kreis“, ca. 250 Mitglieder) herausgegeben. Der Vestdijkkring wurde 1972 gegründet, um das Werk Vestdijks nach dessen Tod zu fördern. Neben der Herausgabe der Vestdijkkroniek werden Informationen über Vestdijk auf der Website veröffentlicht, der Ina-Damman-Preis (Ina Dammanprijs) sowie der Anton-Wachter-Preis (Anton Wachterprijs) verliehen, Leseringe und Symposien über Vestdijk organisiert.

## Auszeichnungen

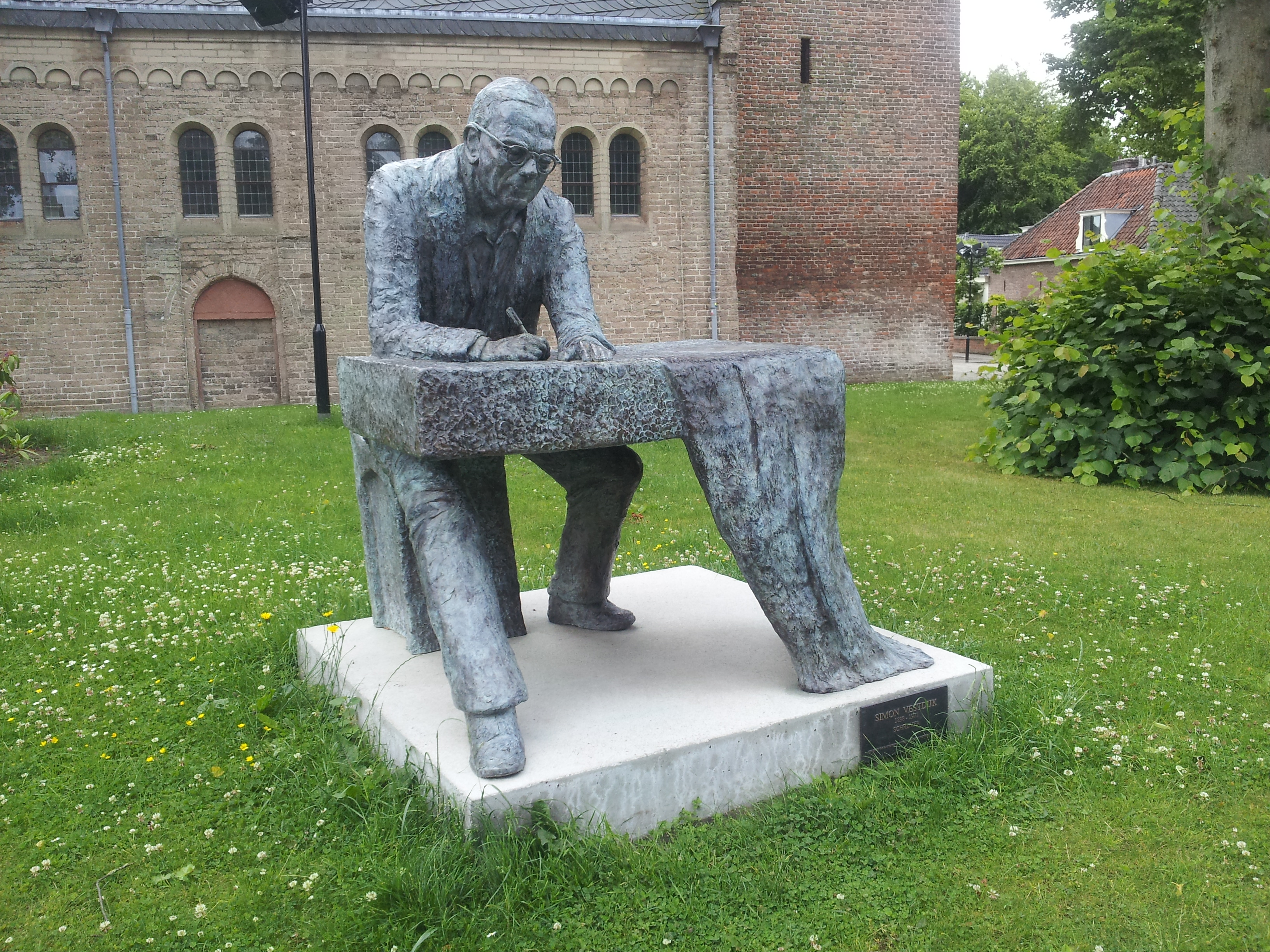
Skulptur Simon Vestdijks von Jaap te Kiefte, Dorfplatz Doorn

- 1938: C.W. van der Hoogtprijs für Het vijfde zegel
- 1941: Wijnand Franckenprijs für Albert Verwey en de Idee
- 1946: Prozaprijs van Amsterdam für Pastorale 1943
- 1950: P.C.-Hooft-Preis für De vuuraanbidders
- 1951: Staatsprijs voor letterkunde für De vuuraanbidders
- 1953: Ferdinand-Bodewijk-Preis für Essays in duodecimo
- 1954: Essayprijs van Amsterdam für Essays in duodecimo
- 1955: Constantijn Huygensprijs für das Lebenswerk
- 1960: Romanprijs van Amsterdam für De ziener
- Seit 1957 wird er durch das P.E.N.-Zentrum jährlich als Nobelpreiskandidat vorgeschlagen.[5]
- 1963: Ritter im Orden des Niederländischen Löwen
- 1964: Ehrendoktor in Literatur der Rijksuniversiteit van Groningen
- 1964: Preis für die Meisterschaft von der Gesellschaft der Niederländischen Literatur

## Werke (Auswahl)

### Romane
- 1933 (1-5/33) Kind tussen vier vrouwen, autobiografisch, De Bezige Bij, Amsterdam 1972.[6]
- 1934 (1-4/34) Meneer Visser’s hellevaart, psychologisch / halbautobiografisch, Nijgh & van Ditmar, Rotterdam/ ’s Gravenhage 1938.
- 1934 (5-6/34) Terug tot Ina Damman, autobiografisch, Nijgh & van Ditmar, Rotterdam/ ’s Gravenhage 1934.
- 1935 (10/34-3/35) Else Böhler, Duits dienstmeisje, psychologisch / halbautobiografisch, Nijgh & van Ditmar, Rotterdam/ ’s Gravenhage 1935.
- 1936 (11/35-1/36; 5-9/36) Het vijfde zegel, historisch, Nijgh & van Ditmar, Rotterdam/ ’s Gravenhage 1937.
  -     - Das fünfte Siegel. Ein El-Greco-Roman, dt. von Anny Gerdeck-de Waal, Rudolf M. Rohrer: Brünn-München-Wien o. J. (ca. 1940/41)
- 1938 (1-3/38) De nadagen van Pilatus, historisch, Nijgh & van Ditmar, Rotterdam/ ’s Gravenhage 1938.
- 1937 (11/36-1/37) Sint Sebastiaan. De geschiedenis van een talent, autobiografisch, Nijgh & van Ditmar, Rotterdam/ ’s Gravenhage 1939.
  -     - Sankt Sebastian. Die Geschichte einer Begabung, dt. von Ydwine Schneider. Doorn, Mycena Vitilis, 2001.
- 1937 (10-11/37) Surrogaten voor Mark Tuinstra, autobiografisch, Nijgh & van Ditmar, Rotterdam/ ’s Gravenhage 1948.
- 1940 (9-10/40) Aktaion onder de sterren, historisch / griechisch, Nijgh & van Ditmar, Rotterdam/ ’s Gravenhage 1941.
  -     - Aktaion unter den Sternen. Ein Roman aus dem vorhomerischen Griechenland, dt. von Anny Gerdeck-de Waal, Rudolf M. Rohrer: Brünn-München-Wien 1942.
- 1939 (10-12/39) Rumeiland. Uit de papieren van Richard Beckford behelzende het relaas van zijn lotgevallen op Jamaica – 1737-1738, psychologisch / See, Nijgh & van Ditmar, Rotterdam/ ’s Gravenhage 1940.
  -     - Die Fahrt nach Jamaica. Aus den Papieren Richard Beckfords, die von seinen Erlebnissen auf dieser Insel in den Jahren 1737 und 1738 berichten, dt. von Georg Kurt Schauer, Rudolf M. Rohrer: Brünn-Leipzig-Wien o. J. (ca. 1940/41).
- 1940 (3-4/40) De zwarte ruiter, psychologisch / phantastisch, L.J. Veen’s Uitgevers-Maatschappij N.V., Amsterdam 1940.
- 1941 (2/40-/41) De andere school, autobiografisch, Nijgh & van Ditmar, Rotterdam/ ’s Gravenhage 1949.
- 1942 (2-3/42) Ierse nachten, historisch / irisch, Nijgh & van Ditmar, Rotterdam/ ’s Gravenhage 1946.
  -     - Irische Nächte, dt. von Georg Kurt Schauer, Rohrer, Brünn-München-Wien, 1944.
- 1944: 5/6 1944, Ivoren wachters, psychologisch, De Bezige Bij, Amsterdam 1951.
- 1944: 7/12 1944 De vuuraanbidders, historisch, Nijgh & van Ditmar, Rotterdam/ ’s Gravenhage 1947.
- 1945: 7/8 1945 Pastorale 1943, psychologisch / 2. Weltkrieg, Nijgh & van Ditmar, Rotterdam/ ’s Gravenhage 1948.
- 1945: 10/11 1945 Puriteinen en piraten, psychologisch / See, De Bezige Bij, Amsterdam 1947.
- 1946: 1/3 1946 De redding van Fré Bolderhey, phantastisch, De Bezige Bij, Amsterdam 1948.
- 1947: 9/11 1947 Bevrijdingsfeest, psychologisch / 2. Weltkrieg, De Bezige Bij, Amsterdam 1949.
- 1948: 6/7 1948 De kellner en de levenden, phantastisch, De Bezige Bij, Amsterdam 1949.
- 1948: 8/9 1949 De koperen tuin, psychologisch / halbautobiografisch, Nijgh & van Ditmar, Rotterdam/ ’s Gravenhage 1950.
  -     - Der kupferne Garten, dt. von Marianne Holberg, Arche: Zürich-Hamburg 2005. ISBN 978-3-716023-26-6[7]
- 1950: 5/6 1950 De vijf roeiers, historisch / irisch, Nijgh & van Ditmar, Rotterdam/ ’s Gravenhage 1951.
- 1951: 1/2 1951 De dokter en het lichte meisje, psychologisch / halbautobiografisch, Nijgh & van Ditmar, Rotterdam/ ’s Gravenhage 1952.
  -     - Der Arzt und das leichte Mädchen, dt. von Rolf Italiaander, Hamburg, Zsolnay Verlag, 1953.
- 1951: 7/9 1951 De verminkte Apollo, historisch / griechisch, Nijgh & van Ditmar, Rotterdam/ ’s Gravenhage 1952.
- 1952: 2/3 1952 Op afbetaling, psychologisch, De Bezige Bij, Amsterdam 1952.
  -     - Betrügst du mich ..., dt. von Norbert Stöphl, Paul Zsolnay: Hamburg 1954.
- 1952: 11/12 51 u. 8/10 52 De schandalen, psychologisch / halbautobiografisch, Nijgh & van Ditmar, Rotterdam/ ’s Gravenhage 1953.
- 1956: 3/4 1956 Het glinsterend pantser, psychologisch / halbautobiografisch, De Bezige Bij, Amsterdam 1956.
- 1956: 5 1956 De beker van de min, autobiografisch, Nijgh & van Ditmar, Rotterdam/ ’s Gravenhage 1957.
- 1957: 4/5 1957 Open boek, psychologisch / halbautobiografisch, De Bezige Bij, Amsterdam 1957.
- 1957: 10 1957 De vrije vogel en zijn kooien, autobiografisch, Nijgh & van Ditmar, Rotterdam/ ’s Gravenhage 1958.
- 1957: 11/12 1957 De arme Heinrich, psychologisch / halbautobiografisch, De Bezige Bij, Amsterdam 1958.
- 1958: 5 1958 De rimpels van Esther Ornstein, autobiografisch, Nijgh & van Ditmar, Rotterdam/ ’s Gravenhage 1959.
- 1958: 7 1958 De ziener, psychologisch, De Bezige Bij, Amsterdam 1959.
- 1958: 12 1958 De laatste kans, autobiografisch, Nijgh & van Ditmar, Rotterdam/ ’s Gravenhage 1960.
- 1959: 10 1959 De filosoof en de sluipmoordenaar, historisch, Nijgh & van Ditmar, Rotterdam/ ’s Gravenhage 1961.
- 1959: 11 1959 Een moderne Antonius, phantastisch, De Bezige Bij, Amsterdam 1960.
- 1960: 5/6 1960 De held van Temesa, historisch / griechisch, Nijgh & van Ditmar, Rotterdam/ ’s Gravenhage 1962.
- 1960: 10/12 1960 Een alpenroman, psychologisch, De Bezige Bij, Amsterdam 1961.
- 1960: 10/12 1960 Bericht uit het hiernamaals, psychologisch, De Bezige Bij, Amsterdam 1961.
- 1963: 10 1963 Het genadeschot, psychologisch / 2. Weltkrieg, Nijgh & van Ditmar, Rotterdam/ ’s Gravenhage 1964.
- 1963: 12 1963 Juffrouw Lot, psychologisch, De Bezige Bij, Amsterdam 1965.
- 1964: 4/5 1964 Zo de ouden zongen …., psychologisch / halbautobiografisch, Nijgh & van Ditmar, Rotterdam/ ’s Gravenhage 1965.
- 1964: 11 1964 De onmogelijke moord, psychologisch, De Bezige Bij, Amsterdam 1966.
- 1965: 3/4 1965 Het spook en de schaduw, phantastisch, Nijgh & van Ditmar, Rotterdam/ ’s Gravenhage 1966.
- 1965: 11 1965 Een huisbewaarder, psychologisch, De Bezige Bij, Amsterdam 1966.
- 1966: 2/3 1966 De leeuw en zijn huid, psychologisch, Nijgh & van Ditmar, Rotterdam/ ’s Gravenhage 1967.
- 1966: 10/11 1966 De filmheld en het gidsmeisje, psychologisch, De Bezige Bij, Amsterdam 1968.
- 1967: 4 1967 De hôtelier doet niet meer mee, historisch, Nijgh & van Ditmar, Rotterdam/ ’s Gravenhage 1968.
- 1967: 12 1967 Het schandaal der Blauwbaarden, psychologisch, Nijgh & van Ditmar, Rotterdam/ ’s Gravenhage 1968.
- 1968: 3 1968 Vijf vadem diep, psychologisch, De Bezige Bij, Amsterdam 1969.
- 1968: 7 1968 Het verboden bacchanaal, psychologisch, De Bezige Bij, Amsterdam 1969.
- 1969: 2 1969 Het proces van Meester Eckhart, historisch, Nijgh & van Ditmar, Rotterdam/ ’s Gravenhage 1970.

weitere Romane:
- 1969: 11 1969 De persconferentie (unvollendet), autobiografisch, Eliance Pers, Zandvoort 1973.
- 1942: 5/10 1942 De aeolusharp (Romanfragment / Nachlass), historisch, De Bezige Bij, Amsterdam 1989.
- 1936: Heden ik, morgen gij H. Marsman en S. Vestdijk, Em. Querido, Amsterdam 1936.
- 1946: 1/4 1946 De overnachting (Briefe in Romanform) Jeanne van Schaik-Willing und S. Vestdijk, Em. Querido, Amsterdam 1947.
- 1949: Avontuur met Titia Henriëtte van Eyk und S. Vestdijk, Em. Querido, Amsterdam 1949.
- 1951: De doolhof, Roman von A. Blaman, A. Coolen, M. Dendermonde, H. van Eyk, H. Haasse, A. Kossman, A. van der Veen und S. Vestdijk, Wereldvenster, Baarn 1951.

### Novellen und Erzählungen
- De oubliette
- Het veer
- Drie van Tilly
- Parc-aux-Cerfs
- Barioni en Peter
- Het stenen gezicht
- Ars moriendi
- De bruine vriend
- Homerus fecit
- ’s Konings poppen
- Doge en cicisbeo
- Pijpen
- Een twee drie vier vijf
- De verdwenen horlogemaker
- Gummi vingers
- De boer onder de boom
- Het vliegfeest
- De gestolen droom
- Het gesprek in de directeurskamer
- De fantasia
- De ongelovige Pharaoh
- Arcadië
- Onder barbaren
- Drie vaders
- De kluizenaar en de duivel
- De legende van het prieel
- Fantoches
- Een strenge winter
- De winde in de storm – link naar de voordracht van Vestdijk
- Deernis met de wegen

Weitere ca. 30 Erzählungen aus seinem Nachlass erschienen gesammelt in: T. van Deel (Hg.): De grenslijnen uitgewist, Verlag De Bezige Bij Amsterdam 1984.

### Gedichte
- S. Vestdijk[8] – Verzamelde Gedichten, verzorgd en geannoteerd door M. Hartkamp (= Gesammelte Gedichte, betreut und mit Anmerkungen versehen durch M. Hartkamp); Atheneum-Polak & van Gennip, Bert Bakker, De Bezige Bij, Nijgh & van Ditmar; Amsterdam, ’s Gravenhage, 1971;
- S. Vestdijk – Nagelaten Gedichten, bezorgd door T. van Deel, G. Middag en H.T.M. van Vliet (= Nachgelassene Gedichte, betreut durch ...); De Bezige Bij; Amsterdam, 1986.

### Essays
gebündelte / gesammelte Essays:
- 1933: Over de dichteres Emily Dickinson. Herausgegeben durch Mycena Vitilis, Forum.
- 1937: Kunstenaars en oorlogspsychologie. W.L. & J. Brusse N.V. (Hg.), Lesung im Kunstenaarscentrum voor geestelijke weerbaarheid in Bussum, Rotterdam.
- 1938: Rilke als barokkunstenaar. Schrift Nr. 6 von De Vrije Bladen.
- 1939: Strijd en vlucht op papier
- 1939: Lier en lancet, Nijgh & Van Ditmar, Rotterdam.
- 1940: Albert Verwey en de Idee, Stols, Rijswijk. (Polak & van Gennep, Amsterdam, 1965)
- 1946: De Poolsche Ruiter, Kroonder, Bussum.
- 1947: De toekomst der religie, Van Loghum Slarerus, Arnhem, 1947. (Meulenhoff, Amsterdam, 1975–1992).
- 1942/47: Muiterij tegen het etmaal, Bert Bakker / Daamen, Den Haag.
- 1943/50: De Glanzende Kiemcel. Acht lezingen over wezen en techniek der Poëzie. (Gehalten in Sint-Michielsgestel, 1943), De Driehoek, ‘s-Graveland.
- 1946: Het eeuwige telaat; dialogen over de tijd, Uitgeverij Contact, Amsterdam.
- 1949: Astrologie en wetenschap. Een onderzoek naar de betrouwbaarheid der astrologie, Van Loghum Slaterus, Arnhem.
- 1952: Essays in duodecimo, Meulenhoff.
- 1956: Zuiverende kroniek, Meulenhoff.
- 1956: Het eerste en het laatste; grondslagen ener praktische muziek-esthetiek, Bert Bakker, Amsterdam.
- 1957: Keurtroepen van Euterpe. acht essays over componisten, Bert Bakker/ Daamen, Den Haag.
- 1957: Marionettenspel met de dood. Over het wezen van de detective-story, Dr. S. Dresden und S. Vestdijk, Ooievaar 50, Bert Bakker/Daamen, Den Haag.
- 1958: Het kastje van Oma. Opstellen (= Entwürfe) over muziek, De Bezige Bij, Amsterdam.
- 1959: De dubbele weegschaal. Methoden en toepassingen ener praktische muziekethetiek, Bert Bakker/Daamen, Den Haag.
- 1960: Muziek in blik. Opstellen over muziek, De Bezige Bij/Nijgh & van Ditmar.
- 1960: Voor en na de explosie. Opstellen over poëzie, Bert Bakker/ Daamen, Den Haag.
- 1961: Gestalten tegenover mij; persoonlijke herinneringen, Bert Bakker/ Daamen, Den Haag. (BB Cargo/ De Bezige Bij, Amsterdam, 1975)
- 1962: De symfonieën van Jean Sibelius, Meulenhoff, Amsterdam.
- 1963: Hoe schrijft men over muziek? Opstellen over muziek, De Bezige Bij/Nijgh & van Ditmar.
- 1964: De zieke mens in de romanliteratuur, Koninklijke Nederlandsche Gist- en Spiritusfabriek, Delft.
- 1965: De leugen is onze moeder en andere essays over: filosofie, psychologie, beeldende kunst, literatuur, Bert Bakker/ Daamen, Den Haag.
- 1966: De symfonieën van Anton Bruckner en ander essays over muziek, De Bezige Bij/ Nijgh & van Ditmar.
- 1968: Gallische facetten, Bert Bakker/ Daamen, Den Haag. (Herausgegeben mit Ergänzungen: Mycena vitilis, Doorn, 2001)
- 1968: Het wezen van de angst, De Bezige Bij, Amsterdam.
- 1990: Verspreide muziekessays (verzamelde muziekessays 10), Meulenhoff, Amsterdam.

nicht gebündelt:
- Viele Essays von Vestdijk wurden nicht zusammengefasst. Eine Liste dieser "verspreide" (verbreiteten) Essays findet sich in:[9]